# Heliconia (Antioquia)

Bandeira de Heliconia.

Localização de Heliconia, no departamento de Antioquia.

Heliconia é uma cidade e município da Colômbia, no departamento de Antioquia. Dista 41 quilômetros de Medellín, a capital do departamento. Possui uma superfície de 117 quilômetros quadrados, e se localiza a uma altitude de 1140 metros acima do nível do mar.

## Clima
Heliconia tem um clima de floresta tropical relativamente frio.
Tem chuvas pesadas o ano todo. A temperatura média é de cerca de 27,7 °C, e a precipitação média anual é de 3.054 mm.